# Pargny-et-Filain
Pargny-et-Filain es una comuna nueva francesa situada en el departamento de Aisne, de la región de Alta Francia.

## Historia
Fue creada el 1 de enero de 2025, en aplicación de una resolución del prefecto de Aisne de 20 de noviembre de 2024 con la unión de las comunas de Filain y Pargny-Filain, pasando a estar el ayuntamiento en la antigua comuna de Pargny-Filain.

## Demografía
Según los datos aportados en la resolución del prefecto de Aisne, la comuna nace con 380 habitantes.

## Composición
| Comuna fusionada | Código INSEE | Población (2022) | Superficie (km²) | Densidad (hab./km²) |
| ---------------- | ------------ | ---------------- | ---------------- | ------------------- |
| Filain           | 02311        | 121              | 4.78             | 25                  |
| Pargny-Filain    | 02589        | 250              | 5.01             | 50                  |